# Leiodytes frontalis
Leiodytes frontalis är en skalbaggsart som först beskrevs av Sharp 1884.  Leiodytes frontalis ingår i släktet Leiodytes och familjen dykare. Inga underarter finns listade i Catalogue of Life.